# Hallenberg
Hallenberg település Németországban, azon belül Észak-Rajna-Vesztfália tartományban. Lakosainak száma 4488 fő (2023. december 31.). Hallenberg Medebach, Winterberg és Bad Berleburg községekkel határos.

## Népesség
A település népességének változása:
| Lakosok száma | 4749 | 4485 | 4486 | 4481 | 4537 | 4488 |
|               | 1975 | 2017 | 2019 | 2021 | 2022 | 2023 |